# Голдштейн, Лиза
Лиза Голдштейн (англ. Lisa Goldstein; род. 30 июля 1981, Лонг-Айленд, Нью-Йорк) — американская актриса.

## Биография
Лиза Эрин Голдштейн родилась 30 июля 1981 года в Лонг-Айленде, Нью-Йорк, США. До 4 лет жила в Лондоне, Англия. Затем вместе с родителями много переезжала — Пенсильвания, Нью-Йорк, Северная Каролина, Калифорния, Флорида.
В 1999 году окончила колледж Хайнгема в Массачусетсе. После окончания колледжа, Лиза работала в региональных театрах в нескольких мюзиклах, в том числе «Cafe Smokey Joe», «Виктор Виктория» и «Anything Goes».
В 2003 году Лиза поступила в университет Элон, где также играла в театре, затем была интернирована в «Би Стрит Театр» в Сакраменто.
В начале 2007 года она подписала контракт с «Диснейуорлд» в Орландо, штат Флорида, где она играла Белль в мюзикле «Красавица и чудовище» и Немо, Перл и Сквирт в мюзикле «В поисках Немо».
Дебютировала в кино в 2008 году с ролью жены главного героя в фильме «Почему вы любите?». После этого Лиза получила роль Миллисент Хакстейбл в сериале «Холм одного дерева».

## Личная жизнь
16 апреля 2011 года Лиза вышла замуж за Брендана Кирша, с которым познакомилась на съемках сериала «Холм одного дерева». В настоящее время она вместе с мужем живёт во Флориде. 11 июля 2014 года Лиза родила сына Флинна Роберта Кирша.

## Фильмография
| Год       |    | Русское название                      | Оригинальное название           | Роль                |
| --------- | -- | ------------------------------------- | ------------------------------- | ------------------- |
| 2008      | ф  | Почему вы любите?                     | Who Do You Love                 | Шива Чесс           |
| 2008—2012 | с  | Холм одного дерева                    | One Tree Hill                   | Миллисент Хакстейбл |
| 2012      | тф | Холм одного дерева: Всегда и навсегда | One Tree Hill: Always & Forever | Миллисент Хакстейбл |
| 2013      | с  | До смерти красива                     | Drop Dead Diva                  | Рейчел Макманн      |
| 2013      | ф  | Пока не знаю                          | Don't Know Yet                  | Отем                |